# Monitor monocromatici Apple
La linea dei monitor monocromatici di Apple comprende monitor con caratteristiche tecniche particolari rispetto alla maggior parte di quelli della concorrenza. Alcuni monitor erano dotati di una risoluzione molto elevata o di una risoluzione verticale maggiore di quella orizzontale.
Questi monitor erano prodotti principalmente per il mercato dell'editoria elettronica. Nella linea è compreso anche il primo schermo LCD prodotto da Apple. Questo schermo venne prodotto nel 1985 e fu un fiasco commerciale: i tempi non erano ancora maturi per la tecnologia LCD.